# 偰慶寿
偰 慶寿（せつ けいじゅ、生没年不詳）は、ウイグル族出身の高麗の文官。慶州偰氏の始祖偰文質の孫である偰遜の四男。恭愍王のときに文科に及第する。兄の偰長寿は、恭愍王11年に文科に及第、判三司事を務めた。弟の偰眉寿も、恭愍王時代に文科に及第、李氏朝鮮時代に礼曹判書まで登りつめた。子の偰循は、朝鮮の太宗の時代に文科に及第し、世宗の時代に集賢殿副提学を務めた。

## 家族
- 曾祖父：偰文質
- 祖父：偰哲篤
- 父：偰遜
- 兄：偰長寿
- 兄：偰延寿
- 兄：偰福寿
- 弟：偰眉寿
- 子：偰循